# Ecuadoraans voetbalelftal in 1985
Het Ecuadoraans voetbalelftal speelde in totaal acht officiële interlands in het jaar 1985, waaronder vier duels in de kwalificatiereeks voor het WK voetbal 1986 in Mexico. De ploeg stond onder leiding van de Braziliaan Antoninho Ferreira.

## Balans
| Wedstrijden | Wedstrijden | Wedstrijden | Wedstrijden | Doelpunten | Doelpunten | Doelpunten | Punten |
| Gespeeld    | Winst       | Gelijk      | Verlies     | Voor       | Tegen      | Saldo      | Punten |
| ----------- | ----------- | ----------- | ----------- | ---------- | ---------- | ---------- | ------ |
| 8           | 2           | 1           | 5           | 12         | 16         | –4         | 0.625  |

## Interlands
|                                                       |                                      |       |                                                    |                                                                                   |
| 6 februari Vriendschappelijk № 142 «onderlinge duels» | Ecuador                              | 2 – 3 | Duitse Democratische Republiek                     | Estadio Modelo, Guayaquil Toeschouwers: 26.000 Scheidsrechter: Elías Jácome (ECU) |
| 6 februari Vriendschappelijk № 142 «onderlinge duels» | Hermen Benítez 17' Hamilton Cuvi 83' |       | 34' Rainer Ernst 40' Andreas Thom 55' Rainer Ernst | Estadio Modelo, Guayaquil Toeschouwers: 26.000 Scheidsrechter: Elías Jácome (ECU) |

|                                                        |                                                           |       |                    |                                                                                   |
| 17 februari Vriendschappelijk № 144 «onderlinge duels» | Ecuador                                                   | 3 – 1 | Finland            | Estadio Bellavista, Ambato Toeschouwers: 12.000 Scheidsrechter: Jorge Ortíz (ECU) |
| 17 februari Vriendschappelijk № 144 «onderlinge duels» | Fabian Pazymiño 11' Hermen Benítez 33' Hermen Benítez 85' |       | 89' Jyrki Nieminen | Estadio Bellavista, Ambato Toeschouwers: 12.000 Scheidsrechter: Jorge Ortíz (ECU) |

|                                                        |                                                            |       |         |                                   |
| 21 februari Vriendschappelijk № 145 «onderlinge duels» | Ecuador                                                    | 3 – 0 | Bolivia | Estadio Olímpico Atahualpa, Quito |
| 21 februari Vriendschappelijk № 145 «onderlinge duels» | Hermen Benítez ??' Hans Maldonado ??' José Villafuerte ??' |       |         | Estadio Olímpico Atahualpa, Quito |

|                                                  |                           |       |                          |                                                                                                |
| 3 maart WK-kwalificatie № 146 «onderlinge duels» | Ecuador                   | 1 – 1 | Chili                    | Estadio Olímpico Atahualpa, Quito Toeschouwers: 43.786 Scheidsrechter: José Ramiz Wright (BRA) |
| 3 maart WK-kwalificatie № 146 «onderlinge duels» | Hans Maldonado 43' (pen.) |       | 32' Juan Carlos Letelier | Estadio Olímpico Atahualpa, Quito Toeschouwers: 43.786 Scheidsrechter: José Ramiz Wright (BRA) |

|                                                   |                                        |       |                   |                                                                                        |
| 10 maart WK-kwalificatie № 147 «onderlinge duels» | Uruguay                                | 2 – 1 | Ecuador           | Estadio Centenario, Montevideo Toeschouwers: 60.000 Scheidsrechter: Edison Pérez (PER) |
| 10 maart WK-kwalificatie № 147 «onderlinge duels» | Carlos Aguilera 32' Venancio Ramos 90' |       | 54' Hamilton Cuvi | Estadio Centenario, Montevideo Toeschouwers: 60.000 Scheidsrechter: Edison Pérez (PER) |

|                                                   | |       |                                           |                                                                                      |
| 17 maart WK-kwalificatie № 148 «onderlinge duels» | Chili | 6 – 2 | Ecuador                                   | Estadio Nacional, Santiago Toeschouwers: 60.580 Scheidsrechter: Orazio di Rosa (VEN) |
| 17 maart WK-kwalificatie № 148 «onderlinge duels» | Héctor Puebla 21' Carlos Caszely 30' Alejandro Hisis 35' Carlos Caszely 40' Jorge Aravena 50' Jorge Aravena 89' |       | 38' Fernando Baldeón 43' Fernando Baldeón | Estadio Nacional, Santiago Toeschouwers: 60.580 Scheidsrechter: Orazio di Rosa (VEN) |

|                                                     |                  |       |         |                        |
| 21 maart Vriendschappelijk № 149 «onderlinge duels» | Peru             | 1 – 0 | Ecuador | Estadio Nacional, Lima |
| 21 maart Vriendschappelijk № 149 «onderlinge duels» | Jorge Hirano 89' |       |         | Estadio Nacional, Lima |

|                                                   |         |                                          |         | |
| 31 maart WK-kwalificatie № 150 «onderlinge duels» | Ecuador | 0 – 2                                    | Uruguay | Estadio Olímpico Atahualpa, Quito Toeschouwers: 29.294 Scheidsrechter: Juan Francisco Escobar (PAR) |
| 31 maart WK-kwalificatie № 150 «onderlinge duels» |         | 72' Mario Saralegui 87' Enzo Francescoli |         | Estadio Olímpico Atahualpa, Quito Toeschouwers: 29.294 Scheidsrechter: Juan Francisco Escobar (PAR) |

## Statistieken
| Israel Rodríguez    | 1960-11-16 | Club Sport Emelec | 5 | 0 | 0 | 11 | 0 |
| Pedro Latino        | 1953-05-01 | CD Filanbanco     | 3 | 1 | 0 | 5  | 0 |
| Verdediging         |            |                   |   |   |   |    |   |
| Hans Maldonado      | 1957-07-25 | El Nacional       | 7 | 0 | 2 | 19 | 3 |
| Wilson Armas        | 1958-04-02 | El Nacional       | 6 | 0 | 0 | 14 | 0 |
| Flavio Perlaza      | 1952-10-07 | Barcelona SC      | 5 | 0 | 0 | 24 | 1 |
| Orly Klinger        | 1956-10-10 | CD Filanbanco     | 5 | 0 | 0 | 21 | 1 |
| Luis Capurro        | 1961-05-01 | CD Filanbanco     | 4 | 0 | 0 | 4  | 0 |
| Hólger Quiñónez     | 1962-08-18 | Barcelona SC      | 3 | 0 | 0 | 5  | 0 |
| Luis Preciado       | 1962-10-17 | CD Filanbanco     | 2 | 0 | 0 | 6  | 0 |
| Middenveld          |            |                   |   |   |   |    |   |
| José Villafuerte    | 1956-11-07 | El Nacional       | 7 | 1 | 1 | 42 | 4 |
| José Elías de Negri | 1954-06-20 | El Nacional       | 7 | 1 | 0 | 13 | 1 |
| Marcelo Hurtado     | 1959-11-10 | CD Filanbanco     | 7 | 0 | 0 | 10 | 0 |
| Hermen Benítez      | 1961-05-04 | El Nacional       | 5 | 2 | 4 | 11 | 5 |
| Galo Vásquez        | 1957-12-31 | Barcelona SC      | 2 | 3 | 0 | 9  | 1 |
| José Vicente Moreno | 1962-05-25 | LDU Quito         | 1 | 2 | 0 | 5  | 0 |
| José Jacinto Vega   | 1958-10-28 | El Nacional       | 1 | 1 | 0 | 5  | 1 |
| Carlos Torres       | 1951-08-15 | Club 9 de Octubre | 0 | 1 | 0 | 17 | 2 |
| Aanval              |            |                   |   |   |   |    |   |
| Fernando Baldeón    | 1959-02-25 | El Nacional       | 6 | 1 | 2 | ?? | ? |
| Hamilton Cuvi       | 1960-05-08 | CD Filanbanco     | 6 | 1 | 2 | 15 | 3 |
| Lupo Quiñónez       | 1957-02-12 | Barcelona SC      | 3 | 1 | 0 | 21 | 3 |
| Fabian Pazymiño     | 1953-03-16 | El Nacional       | 2 | 0 | 1 | 19 | 1 |
| Eddie Valencia      | 1959-07-27 | Club 9 de Octubre | 1 | 2 | 0 | 6  | 0 |

FEF · A-internationals · Bondscoaches · Selecties · Statistieken · Ecuadoraans vrouwenelftal · Olympisch elftal · Ecuador U21 · Ecuador U20 · Ecuador U18 · Ecuador U17
1938 – 1949 ·
1950 – 1959 ·
1960 – 1969 ·
1970 – 1979 ·
1980 – 1989 ·
1990 – 1999 ·
2000 – 2009 ·
2010 – 2019 ·
2020 − 2029
WK 2002 · 
WK 2006 · 
WK 2014
1938 · 
1939 · 
1940 · 
1941 · 
1942 · 
1943 · 1944 · 
1945 · 
1946 · 
1947 · 
1948 · 
1949 · 
1950 · 1951 · 1952 · 
1953 · 
1954 · 
1955 · 
1956 · 
1957 · 
1958 · 
1959 · 
1960 · 
1961 · 1962 · 
1963 · 
1964 · 
1965 · 
1966 · 
1967 · 1968 · 
1969 · 
1970 · 
1971 · 
1972 · 
1973 · 
1974 · 
1975 · 
1976 · 
1977 · 
1978 · 
1979 · 
1980 · 
1981 · 
1982 · 
1983 · 
1984 · 
1985 · 
1986 · 
1987 · 
1988 · 
1989 · 
1990 · 
1991 · 
1992 · 
1993 · 
1994 · 
1995 · 
1996 · 
1997 · 
1998 · 
1999 · 
2000 · 
2001 · 
2002 · 
2003 · 
2004 · 
2005 · 
2006 · 
2007 · 
2008 · 
2009 · 
2010 · 
2011 · 
2012 · 
2013 · 
2014 · 
2015 · 
2016 · 
2017 ·
2018 ·
2019 ·
2020 ·
2021 ·
2022
Argentinië ·
Armenië ·
Australië ·
Bolivia · 
Brazilië ·
Bulgarije ·
Canada ·
Chili ·
Colombia ·
Costa Rica ·
Cuba ·
Denemarken ·
DDR ·
Duitsland ·
El Salvador ·
Engeland ·
Estland ·
Finland ·
Frankrijk ·
Griekenland ·
Guatemala ·
Haïti ·
Honduras ·
Ierland ·
Irak ·
Iran ·
Italië ·
Jamaica ·
Japan ·
Joegoslavië ·
Jordanië ·
Kaapverdië ·
Koeweit ·
Kroatië · 
Libanon ·
Mexico ·
Nederland ·
Nigeria ·
Noord-Macedonië ·
Oeganda ·
Oman ·
Panama ·
Paraguay ·
Peru ·
Polen ·
Portugal ·
Qatar ·
Roemenië ·
Saoedi-Arabië ·
Schotland ·
Senegal ·
Spanje ·
Trinidad en Tobago ·
Turkije · 
Uruguay ·
Venezuela ·
Verenigde Staten ·
Wit-Rusland ·
Zambia ·
Zuid-Afrika ·
Zuid-Korea ·
Zweden ·
Zwitserland
Costa Rica (2006) · 
Duitsland (2006) · 
Engeland (2006) · 
Frankrijk (2014) · 
Honduras (2014) · 
Nederland (2022) · 
Polen (2006) · 
Qatar (2022) · 
Zwitserland (2014)